# Мечеть аль-Саффахийя
Мечеть аль-Саффахийя (араб. جامع السفاحية‎) — мечеть в Алеппо (Сирия), расположена в районе Аль-Джаллум к юго-западу от Цитадели, к востоку от церковно-школьного комплекса аль-Шибани.

## История
Мечеть была построена в 1425 году под патронажем Ахмеда бин Салеха бин аль-Саффаха на руинах старой мельницы в период мамлюков. Мечеть имеет восьмиугольный минарет над входом, украшенным резьбой архитектуры эпохи мамлюков. Мечеть была частично отреставрирована в 1925 году.